# Buick City

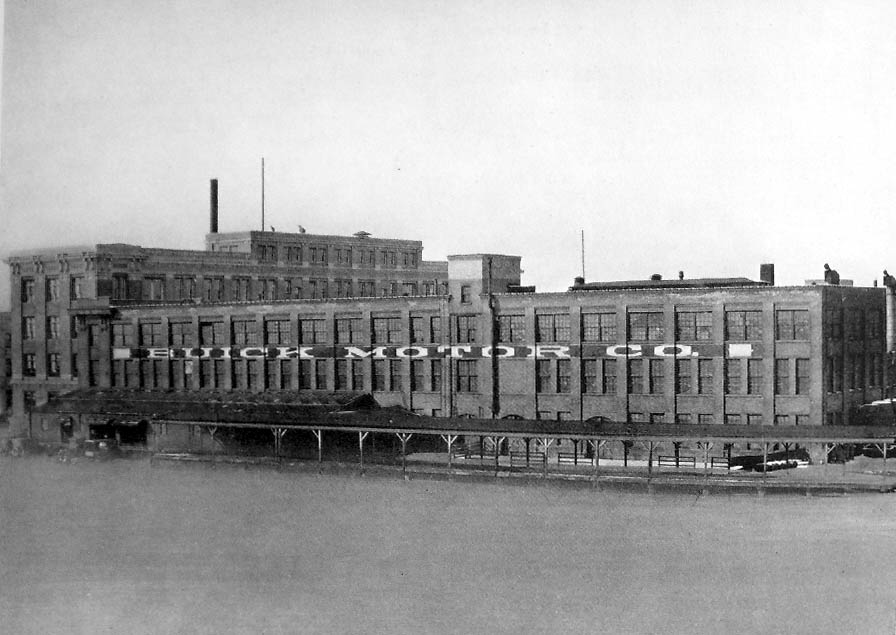
L'usine Buick en 1907.

Buick City est un ancien complexe industriel appartenant à General Motors, au travers de la marque Buick. Il est situé à Flint aux États-Unis et mesure près d'un kilomètre carré. Le complexe qui l'un des symboles de construction automobile aux États-Unis a été en activité de 1904 jusqu'en 2010, avant d'être détruit. La dernière voiture construite sort le 29 juin 1999.